# Ancistrochilus
Genre
Ancistrochilus est un genre d'orchidées qui ne comporte que deux espèces et que l’on trouve en Afrique subtropicale, depuis la Guinée et la Sierra Leone jusqu’à l’Ouganda : A. rothschildianus et A. thomsonianus.
Certains spécialistes considèrent le genre comme sympodial. Les espèces sont petites aux pseudobulbes en forme d’oignons, se développant sur un court rhizome. Chaque bulbe porte à l’apex deux feuilles. L’inflorescence, qui part de la base des pseudobulbes, porte de deux à cinq fleurs rose pâle à lilas clair avec un labelle magenta. Elles mesurent de 5 à 6 cm. La floraison peut intervenir en toute saison et dure à peu près un mois.
Ancistrochilus rothschildianus est une orchidée vivace épiphyte de croissance moyenne de 15 à 35 cm de haut. La floraison apparaît généralement lorsque la plante commence à perdre ses feuilles en hiver et donne 2 à 5 fleurs parfumées de 5 cm de diamètre  par inflorescence. Les pétales et les sépales sont blancs, ou roses. Le labelle est vert, pourpre à son extrémité et jaune à sa base.
un rempotage tous les deux ans, à l'apparition des nouvelles pousses est à prévoir. La multiplication se fait par division des pseudo bulbes.

## Étymologie
Du grec Ankistron (hameçon) et Cheilos (lèvre) pour la forme du labelle.

## Distribution
Afrique tropicale de l'ouest et jusqu'en Tanzanie et Ouganda.

## Liste des espèces
- Ancistrochilus rothschildianus (ROLFE.1897)
- Ancistrochilus thomsonianus (ROLFE.1897)